# Stazione di Funo Centergross
La stazione di Funo Centergross è una fermata ferroviaria posta sulla linea Padova-Bologna, a servizio del centro abitato di Funo, frazione del comune di Argelato.

## Storia
La fermata di Funo Centergross venne attivata il 23 settembre 2003.

## Movimento
La fermata è servita da treni regionali svolti da Trenitalia Tper nell'ambito del contratto di servizio stipulato con la Regione Emilia-Romagna.
La fermata è interessata dai treni della linea S4A (Bologna Centrale - Ferrara) del servizio ferroviario metropolitano di Bologna.
A novembre 2019, la stazione risultava frequentata da un traffico giornaliero medio di circa 673 persone (315 saliti + 358 discesi).

## Servizi
La stazione è classificata da RFI nella categoria bronze.